# Oberkassel
Oberkassel (hivatalos írásmód 1936. augusztus 14-ig: Obercassel) Bonn szövetségi város Beuel nevű kerületének legdélebbi városrésze, és a Rajna jobb oldali partján fekszik, a Siebengebirge (szabad fordításban: Hét hegy) mentén. Oberkasselnek mintegy 7000 lakosa van.

## Földrajz
Oberkasselt a Rajna választja el Bad Godesberg kerülettől. Északon Ramersdorf városrész határolja, mellyel ez új fejlesztési területen, Bonner Bogenen is osztozik. Északkeleten az Ennert nevű erdőség, délnyugaton pedig egy Dollendorfer Hardt nevű hegy határolja. Délen Oberdollendorffal, délnyugaton pedig egy oberdollendorfi városrésszel, Römlinghovennel határos. Ez egyben városhatár is Bonn és Königswinter városa között, mely már  Rhein-Sieg-Kreishoz tartozik.
Oberkassel és egyben Bonn legmagasabb pontja a Paffelsberg 194,8 méterrel.

## Történet
Arra, hogy a környéken már jóval korábban is létezett település, egy 1914-ben egy környékbeli kőfejtőben megtalált kettős sír mutatott rá, mely a legrégebbi modern emberrel (Homo sapiens) kapcsolatos lelet Németországban.
Először Cassele-ként 722-ben, majd Cassela-ként 1144-ben említik a települést. A név vélhetőleg a kelta „Cassola” szóra vezethető vissza, mely patakot, mocsarat és lápot jelent. Oberkasselhoz tartoznak a korábban különálló települések is: Berghoven (először 873-ban említették), Büchel (először 1202-ben említették), Broich (először 1306-ban említették) és Meerhausen (először 1442-ben említették).